# Iaroslav Kouzminov
Pour les articles homonymes, voir Kouzminov.
Iaroslav Ivanovitch Kouzminov (en russe : Ярослав Иванович Кузьминов), né le 26 mai 1957 à Moscou, est un économiste russe et activiste social.

## Biographie
Il est le fondateur et recteur de l'université nationale de recherche École des hautes études en sciences économiques. Il était le directeur scientifique de l'Institut pour l'École de recherche institutionnelle de l'économie et le chef du Département d'économie institutionnelle.